# Rue des Vignes (Toulouse)
Pour les articles homonymes, voir Rue des Vignes.
La rue des Vignes (en occitan : carrièra de las Vinhas) est une voie de Toulouse, chef-lieu de la région Occitanie, dans le Midi de la France.

## Situation et accès
La rue des Vignes est une voie publique. Elle relie les quartiers de Borderouge et de Grand-Selve, tous deux dans le secteur 3 - Nord.
Elle naît perpendiculairement à la rue Edmond-Rostand. La première partie de la rue, orientée au nord, large de 9 mètres, est longue de 296 mètres. Après avoir franchi par un pont les voies du périphérique, elle reçoit la rue Thérèse-Avondo au niveau du rond-point Denise-Pau. Elle est prolongée au nord par le rond-point Marie-Noël, puis par la rue Fénelon. La deuxième partie de la rue, orientée au nord-est, rectiligne, large de 9 mètres et longue de 272 mètres, traverse une partie du quartier de Grand Selve. Elle se termine au carrefour de l'allée de Grand-Selve. Elle est prolongée au nord-est par la rue Simone-Henry.
La chaussée compte une seule voie de circulation automobile à double-sens. Elle appartient à une zone 30 et la vitesse y est limitée à 30 km/h. Il n'existe pas d'aménagement cyclable.

### Voies rencontrées
La rue des Vignes rencontre les voies suivantes, dans l'ordre des numéros croissants (« g » indique que la rue se situe à gauche, « d » à droite) :
1. Rue Edmond-Rostand
2. Rond-point Denise-Pau
3. Rue Thérèse-Avondo (g)
4. Rond-point Marie-Noël (d)
5. Allée de Grand-Selve

### Transports
La rue des Vignes est parcourue, entre la rue Edmond-Rostand et le rond-point Denise-Pau par la ligne de bus 26, qui a son terminus, au sud, près de la station Borderouge, sur la ligne de métro , et d'une importante gare de bus fréquentée par les lignes de bus 19333640414273114.
La station de vélos en libre-service VélôToulouse la plus proche est la station no 248 (rue des Bouquetins). 

## Origine du nom
La rue des Vignes tient probablement son nom des vignes du domaine de Grand-Selve sur lequel elle a été tracée. D'ailleurs, la rue Fénelon, qui lui est parallèle, fut désignée comme la rue Tournante-des-Vignes jusqu'en 1947.

## Bâtiments remarquables et lieux de mémoire

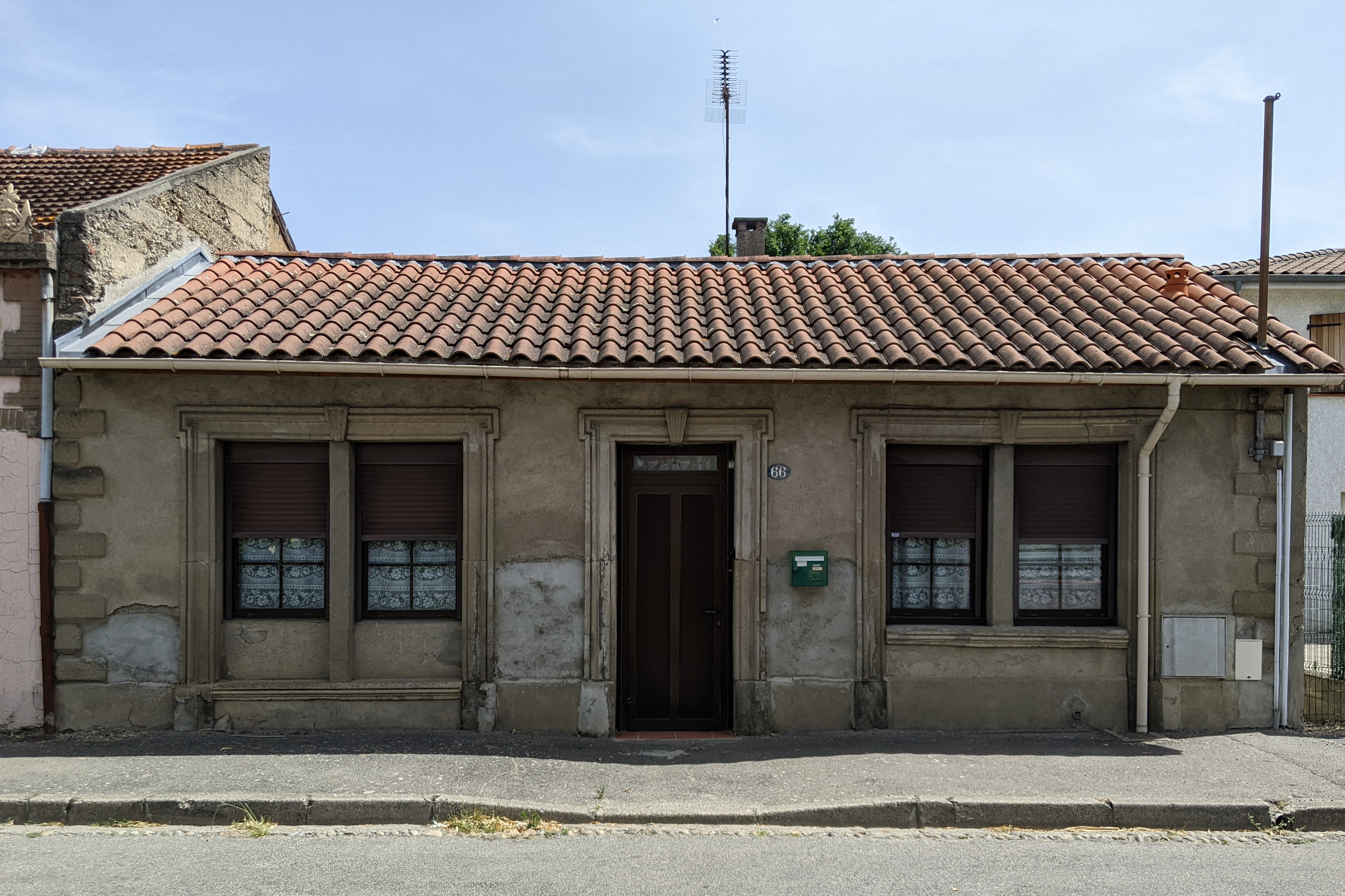
no 66 : maison toulousaine.

- no  66 : maison toulousaine. 
La maison, construite vers 1925, adopte les formes de la toulousaine, quoiqu'elle s'en distingue par l'utilisation du béton et le soin apporté au décor. Le bâtiment s'élève sur un seul niveau. La porte est encadrée de deux larges ouvertures rectangulaires. Elles sont mises en valeur par un chambranle mouluré et surmontées d'une agrafe[3].